# سنو فلاك (أريزونا)
سنو فلاك (بالإنجليزية: Snowflake, Arizona)‏ هي بلدة تقع في مقاطعة نافاهو، أريزونا بولاية أريزونا في الولايات المتحدة. تأسست عام 1953، تبلغ مساحتها 80 (كم²)، وترتفع عن سطح البحر 1732 م، بلغ عدد سكانها 5590 نسمة في عام 2010 حسب إحصاء مكتب تعداد الولايات المتحدة وتصل الكثافة السكانية فيها 69.88 نسمة/كم2.

## المناخ
يظهر الجدول التالي التغييرات المناخية على مدار السنة لسنو فلاك:
| البيانات المناخية لـسنو فلاك          | البيانات المناخية لـسنو فلاك | البيانات المناخية لـسنو فلاك | البيانات المناخية لـسنو فلاك | البيانات المناخية لـسنو فلاك | البيانات المناخية لـسنو فلاك | البيانات المناخية لـسنو فلاك | البيانات المناخية لـسنو فلاك | البيانات المناخية لـسنو فلاك | البيانات المناخية لـسنو فلاك | البيانات المناخية لـسنو فلاك | البيانات المناخية لـسنو فلاك | البيانات المناخية لـسنو فلاك | البيانات المناخية لـسنو فلاك |
| الشهر                                 | يناير                        | فبراير                       | مارس                         | أبريل                        | مايو                         | يونيو                        | يوليو                        | أغسطس                        | سبتمبر                       | أكتوبر                       | نوفمبر                       | ديسمبر                       | المعدل السنوي                |
| ------------------------------------- | ---------------------------- | ---------------------------- | ---------------------------- | ---------------------------- | ---------------------------- | ---------------------------- | ---------------------------- | ---------------------------- | ---------------------------- | ---------------------------- | ---------------------------- | ---------------------------- | ---------------------------- |
| الدرجة القصوى °ف (°م)                 | 79 (26)                      | 78 (26)                      | 82 (28)                      | 92 (33)                      | 98 (37)                      | 102 (39)                     | 104 (40)                     | 102 (39)                     | 98 (37)                      | 90 (32)                      | 90 (32)                      | 75 (24)                      | 104 (40)                     |
| متوسط درجة الحرارة الكبرى °ف (°م)     | 48.6 (9.2)                   | 55.0 (12.8)                  | 60.8 (16.0)                  | 68.8 (20.4)                  | 77.2 (25.1)                  | 87.3 (30.7)                  | 90.0 (32.2)                  | 87.2 (30.7)                  | 81.7 (27.6)                  | 71.2 (21.8)                  | 58.0 (14.4)                  | 48.9 (9.4)                   | 69.6 (20.9)                  |
| متوسط درجة الحرارة الصغرى °ف (°م)     | 19.6 (−6.9)                  | 22.9 (−5.1)                  | 27.7 (−2.4)                  | 32.7 (0.4)                   | 39.9 (4.4)                   | 47.6 (8.7)                   | 56.2 (13.4)                  | 55.1 (12.8)                  | 47.6 (8.7)                   | 36.0 (2.2)                   | 26.1 (−3.3)                  | 19.8 (−6.8)                  | 35.9 (2.2)                   |
| أدنى درجة حرارة °ف (°م)               | −30 (−34)                    | −17 (−27)                    | −5 (−21)                     | 3 (−16)                      | 17 (−8)                      | 20 (−7)                      | 27 (−3)                      | 28 (−2)                      | 22 (−6)                      | 11 (−12)                     | −17 (−27)                    | −24 (−31)                    | −30 (−34)                    |
| الهطول إنش (مم)                       | 0.73 (19)                    | 0.72 (18)                    | 1.01 (26)                    | 0.42 (11)                    | 0.59 (15)                    | 0.33 (8.4)                   | 1.75 (44)                    | 2.44 (62)                    | 1.64 (42)                    | 1.25 (32)                    | 0.93 (24)                    | 0.89 (23)                    | 12.7 (324.4)                 |
| متوسط تساقط الثلوج إنش (سم)           | 2.6 (6.6)                    | 2.9 (7.4)                    | 2.2 (5.6)                    | 1.1 (2.8)                    | 0.3 (0.76)                   | 0.0 (0.0)                    | 0.0 (0.0)                    | 0.0 (0.0)                    | 0.0 (0.0)                    | 0.4 (1.0)                    | 1.9 (4.8)                    | 3.8 (9.7)                    | 15.2 (38.66)                 |
| متوسط أيام هطول الأمطار (≥ 0.01 inch) | 4.3                          | 4.4                          | 4.9                          | 2.6                          | 2.7                          | 2.2                          | 8.3                          | 9.4                          | 5.8                          | 4.4                          | 3.7                          | 3.9                          | 56.6                         |
| متوسط الأيام المثلجة (≥ 0.1 inch)     | 1.5                          | 1.1                          | 1.1                          | 0.3                          | 0.0                          | 0.0                          | 0.0                          | 0.0                          | 0.0                          | 0.2                          | 0.6                          | 1.4                          | 6.2                          |
| المصدر: NOAA (extremes 1898–present)  |                              |                              |                              |                              |                              |                              |                              |                              |                              |                              |                              |                              |                              |

## أعلام
- باز ميلر
- جيف فليك

## وصلات خارجية
- The US50 - Cities and Towns in Arizona State
- Arizona Cities and Towns, Facts, Map, Flag, Colleges, Government, and More